# Jayena
Jayena ist eine Gemeinde in der Provinz Granada im Südosten Spaniens mit 989 Einwohnern (Stand: 2024). Die Gemeinde liegt in der Comarca Alhama. 

## Geografie
Die Gemeinde grenzt an Agrón, Albuñuelas, Alhama de Granada, Alhendín, Arenas del Rey, Otívar und El Padul.

## Geschichte
Bei dem Erdbeben in Andalusien am 25. Dezember 1884 wurden mehr als 58 % der Häuser zerstört und der Rest schwer beschädigt. Es wurden 10 bis 11 Todesopfer gemeldet, deren Zahl später auf 17 anstieg, und 18 Schwerverletzte. Vom 25. Dezember 1884 bis zum 16. Januar 1885 wurden 87 Nachbeben verspürt. Der Ort wurde anschließend mit Unterstützung durch König Alfons XII. wieder aufgebaut.